# キムチ冷蔵庫

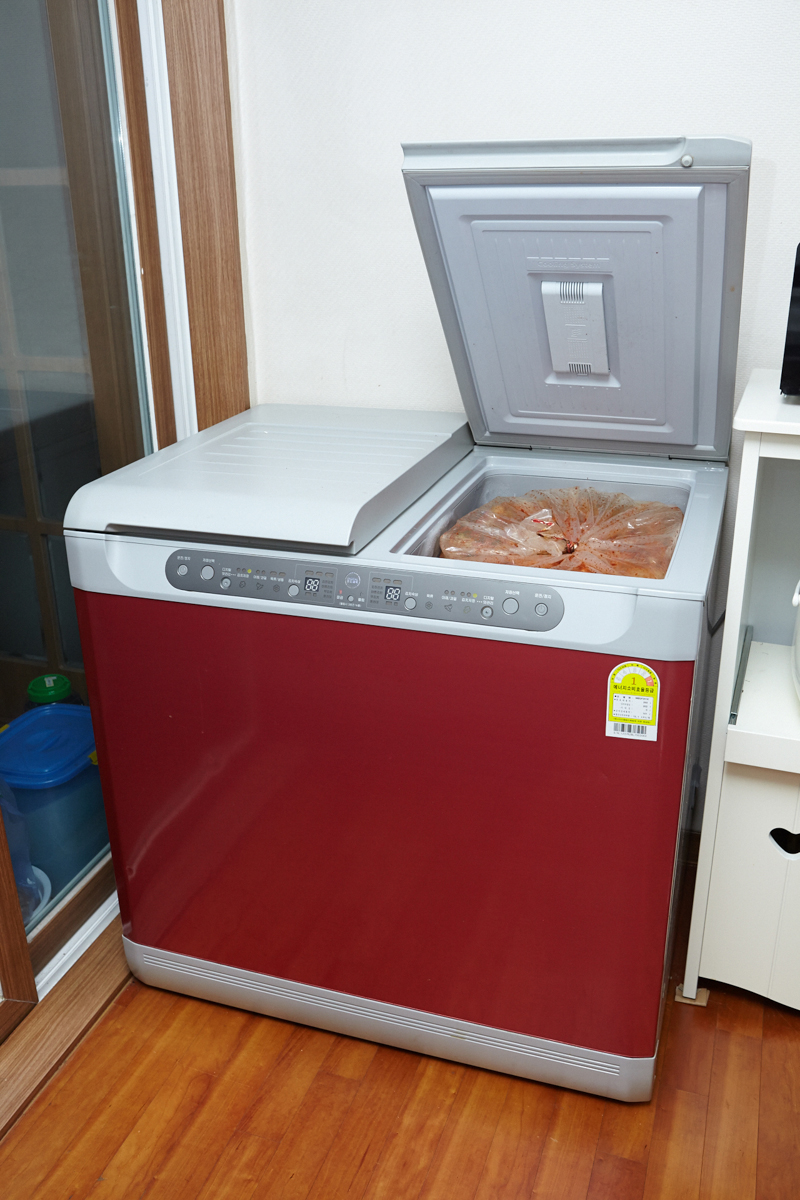
キムチ冷蔵庫

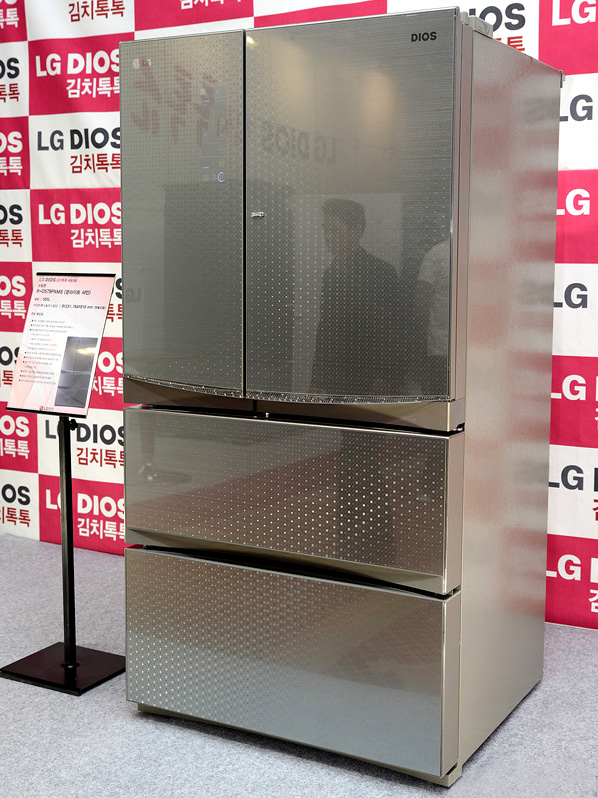
LG製のキムチ冷蔵庫

キムチ冷蔵庫（キムチれいぞうこ）は、キムチを熟成・保存するための冷蔵庫。

## 概要
容量は100 - 200Lのものが中心で、直接冷却方式である。内部は2 - 4室に分かれており、タッパーに入れたキムチを保管し、熟成させる。製品によっては庫内温度が-18°C程度まで設定可能となっており、キムチ以外の貯蔵や冷凍なども行える。扉は引き出し式、または上開きになっており、庫内の温度変化を抑制するようになっている。
1984年に金星社（現在のLG電子）から初めてキムチ冷蔵庫が発売された。一方、1995年にWinia Mando（現・大有ウィニア）がキムチ専用冷蔵庫を発売しており、これを初出とする文献もある。1998年以降に販売台数が急速に増加し、サムスン電子も製造販売に参入している。2003年には韓国国内での年間販売台数が約130万台に達し、一般的な冷蔵庫と同等の水準になっている。